# Eritrichium afghanicum
Eritrichium afghanicum är en strävbladig växtart som beskrevs av K. H. Rechinger. Eritrichium afghanicum ingår i släktet Eritrichium och familjen strävbladiga växter. Inga underarter finns listade i Catalogue of Life.